# 렌다이지역
렌다이지역(일본어: 蓮台寺駅、れんだいじえき)은 일본 시즈오카현 시모다시 카와치 에 있는 이즈 급행 이즈 급행선의 역이다. 섬식 승강장 1면 2선을 가진 고가역이다. 역번호는 IZ15.

## 역 구조
| 1 | ■ 이즈 급행선 | 하행 | 이즈큐시모다 방면  |
| 2 | ■ 이즈 급행선 | 상행 | 이토 · 아타미 방면 |

## 인접역
| 이즈 급행 이즈 급행선 | 이즈 급행 이즈 급행선 | 이즈 급행 이즈 급행선 |
| --------------------- | --------------------- | --------------------- |
| 이나즈사 이토 방면    | ■ 이즈 급행선         | 이즈큐시모다 방면     |